# Excirolana
Excirolana is een geslacht van pissebedden in de familie Cirolanidae. Er zijn ongeveer 15 beschreven soorten in Excirolana.

## Soorten
- Excirolana affinis (Jones, 1971)
- Excirolana argentinae (Giambiagi, 1931)
- Excirolana armata (Dana, 1853)
- Excirolana braziliensis H. Richardson, 1912
- Excirolana chamensis Brusca & Weinberg, 1987
- Excirolana chilensis Richardson, 1912A
- Excirolana chiltoni (H. Richardson, 1905)
- Excirolana geniculata Jones, 1971
- Excirolana hirsuticauda Menzies, 1962A
- Excirolana latipes (Barnard, 1914B)
- Excirolana linguifrons (H. Richardson, 1899)
- Excirolana mayana (Ives, 1891)
- Excirolana monodi Carvacho, 1977
- Excirolana natalensis (Vanhoffen, 1914)
- Excirolana orientalis (Dana, 1853)